# Oricola
Oricola (Urìcula in dialetto marsicano) è un comune italiano di 1 278 abitanti della provincia dell'Aquila in Abruzzo.

## Geografia fisica
Il paese, situato in posizione dominante sulla piana del Cavaliere a quota 810 metri m s.l.m., segna il confine geografico tra l'Abruzzo marsicano e l'alta valle dell'Aniene, nel Lazio. Il nucleo urbano antico è dominato dalla rocca risalente al IX secolo. Non distante, sul monte Serra Secca, si trova il santuario della Madonna dei Bisognosi. Lungo la strada statale 5 Via Tiburtina Valeria sorge il nucleo industriale ed artigianale.
Oricola confina a nord con i comuni laziali di Vallinfreda e Vivaro Romano, a nord est con Carsoli, a sud con Rocca di Botte, ad ovest con Riofreddo e ad est con Pereto.

## Origini del nome
Incerta l'etimologia del nome Oricola. Alcune fonti riportano la supposizione che il toponimo possa derivare dal termine latino auricola ovvero "orecchio"; stando ad altre ipotesi invece deriverebbe dal termine Coriculum.

## Storia

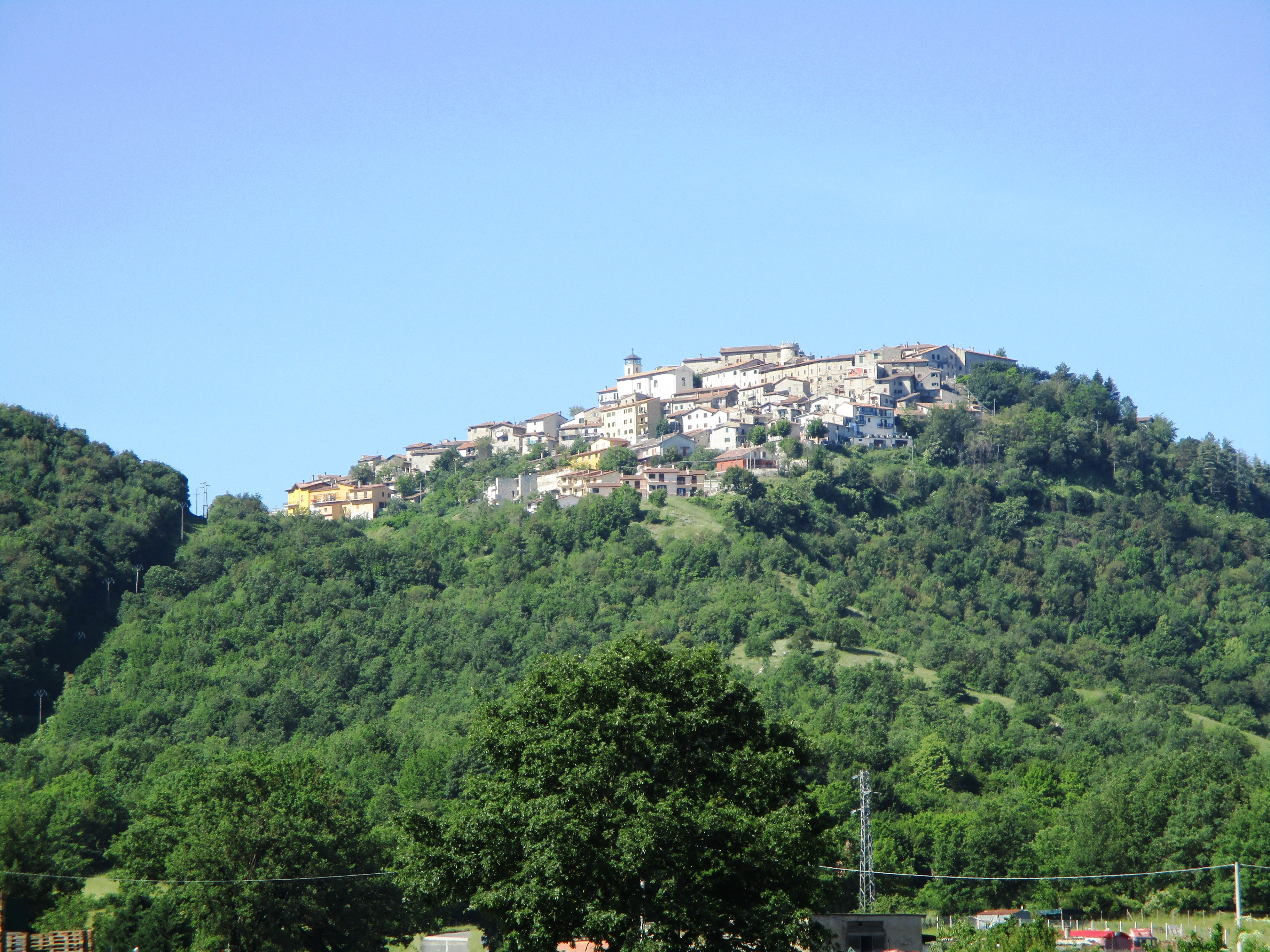
Veduta del borgo

Il sito dell'antica città equa di Carsioli (chiamata anche Carseoli) fu localizzato nel 1645 nella località di Civita dal famoso cartografo Lukas Holstenius. Da allora nelle antiche mappe topografiche la colonia romana venne indicata nei pressi della contemporanea frazione di Civita di Oricola.
Le prime notizie certe risalgono all'XI secolo: Berardino, discendente dei conti dei Marsi, verso il 1016 con l'aiuto di Riccardo il Normanno riuscì a strappare il feudo di Carsoli ai propri fratelli Siginulfo, Rinaldo e Pometta. Uno di questi, Rinaldo, rifugiatosi ad Oricola, ne divenne il barone. Qualche decennio dopo, nel 1096, la vedova Aldegrina o Aldegrima fece dono del castello di Oricola, insieme con quelli di Fossaceca, Camerata e Pereto, ai monaci dell'abbazia di Montecassino; nel 1097, infatti, il castello di Auricola (toponimo medievale del borgo) compare tra i beni confermati dalla bolla di papa Urbano II all'abate cassinese Oderisio.
Nel XII secolo, sotto i Normanni, una metà della terra di Oricola passò sotto il dominio di Todino De Ponte, figlio di Oderisio, e l'altra metà fu concessa al fratello Rainaldo. Divenne poi feudo degli Orsini e, successivamente dei Colonna, seguendo le vicende storiche della contea e del ducato di Tagliacozzo.
Nel 1806 venne tolta ad Oricola l'autonomia amministrativa e fu aggregata, insieme al centro limitrofo di Rocca di Botte, al comune di Pereto.
Solo nel 1907 i due centri della piana del Cavaliere riuscirono a riconquistare la propria indipendenza amministrativa.
Subì danni a causa del terremoto di Avezzano del 1915, ma non esiti distruttivi paragonabili a quelli del Fucino e della valle Roveto.

### Simboli
Lo stemma e il gonfalone sono stati concessi con decreto del presidente della Repubblica del 2 aprile 2001 che sostituisce quello precedente del 9 febbraio 1990.
Stemma
Gonfalone

## Monumenti e luoghi d'interesse

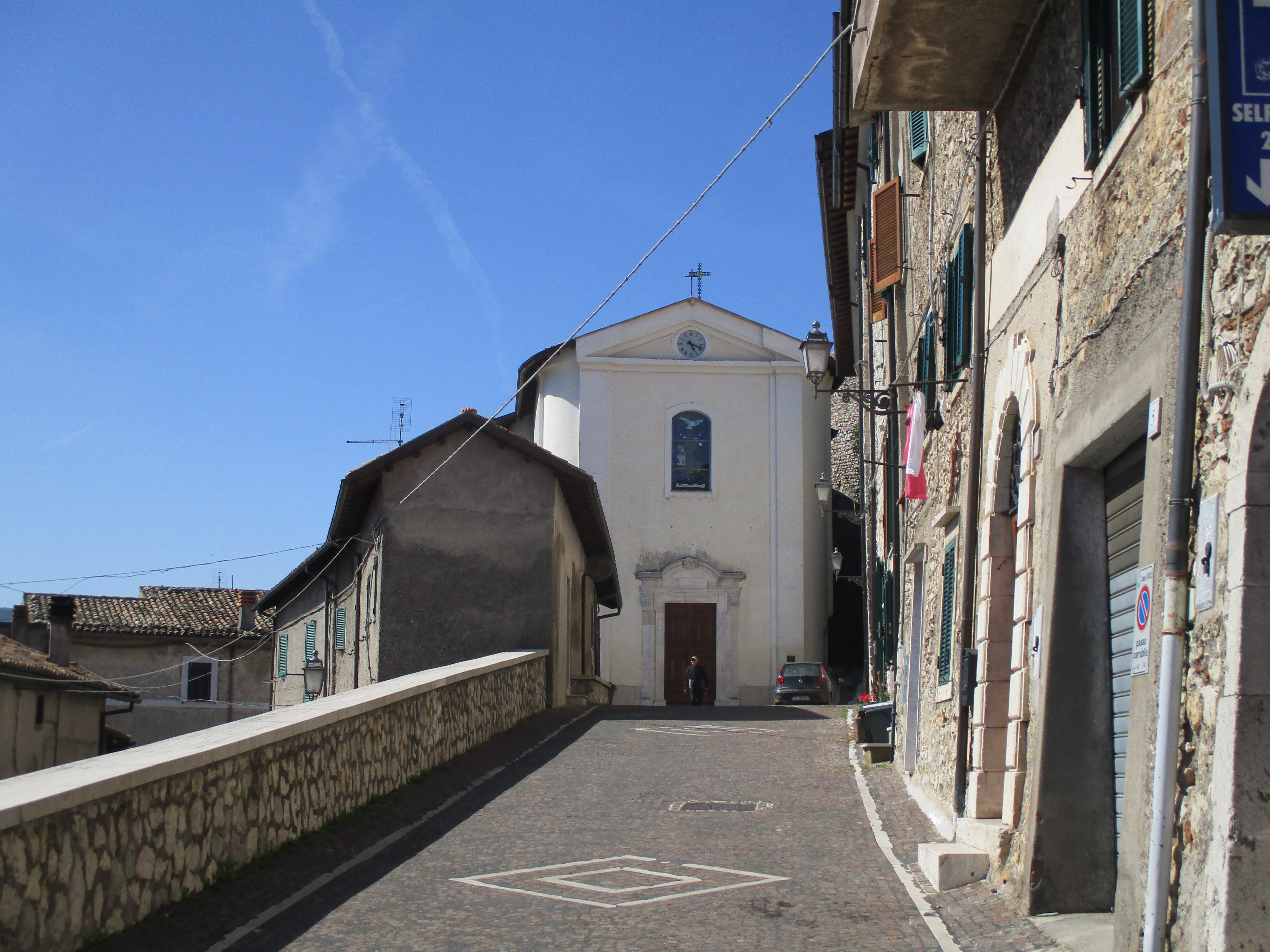
Chiesa di San Salvatore

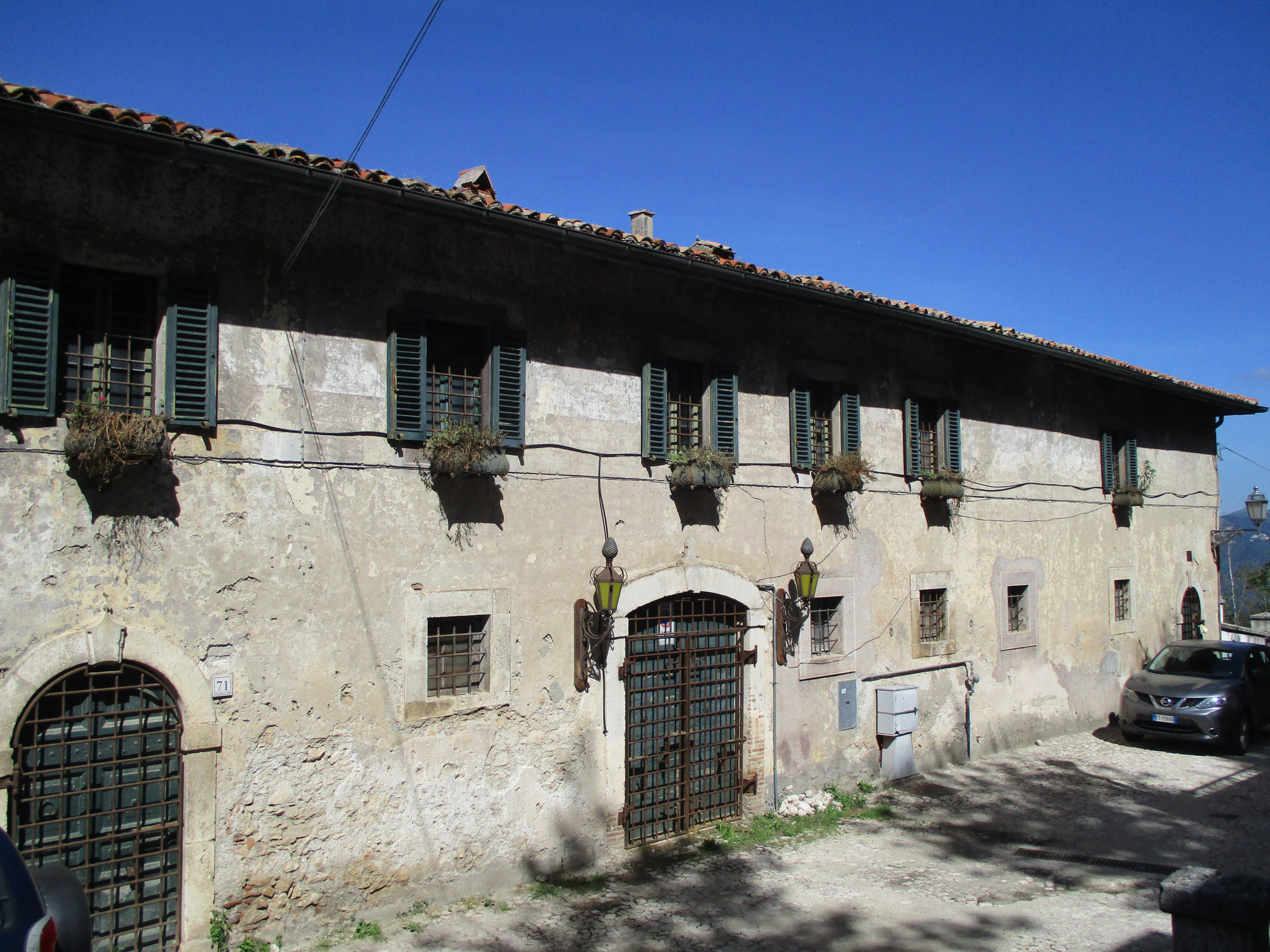
Palazzo De Vecchi

### Architetture religiose
- Chiesa di San Salvatore che conserva un organo di grande pregio artistico, costruito nel 1855 dall'artista romano Tommaso Vayola (Thomas Vajola), artefice di altri antichi organi per le chiese marsicane e abruzzesi.
- Chiesa di Santa Restituta con all'interno un affresco del XIII secolo.
- Chiesa di Santa Maria Assunta.
- Chiesa del Sacro Cuore con oratorio e sala intitolata a san Filippo Neri a Civita di Oricola.

### Architetture civili
Palazzo De VecchiPalazzo signorile, noto anche come palazzo Rostagno. Di stile settecentesco fu costruito dopo il matrimonio di Francesco Saverio De Vecchi con la principessa Maria Eleonora Boncompagni. Il palazzo di quattro piani, appartenuto anche a Giacinto De Vecchi Pieralice, custodiva alcuni reperti rinvenuti antecedentemente alla prima ricognizione archeologica promossa nel 1901 presso il sito di Carsioli.

### Architetture militari
Castello di OricolaIl borgo antico di Oricola è dominato dalla rocca costruita con ogni probabilità nel IX secolo. I conti dei Marsi vollero una fortezza quadrata, con mura possenti, bastioni e punti di osservazione nei quattro torrioni. Il castello fu costruito, infatti, per difendere gli abitanti del luogo dalle invasioni saracene ed ungare che caratterizzarono per lungo tempo il medioevo. L'aspetto di una rocca rinascimentale è riconducibile alla seconda metà del quattrocento. Il castello, in alcuni locali, ospita la sede municipale.

### Monumenti

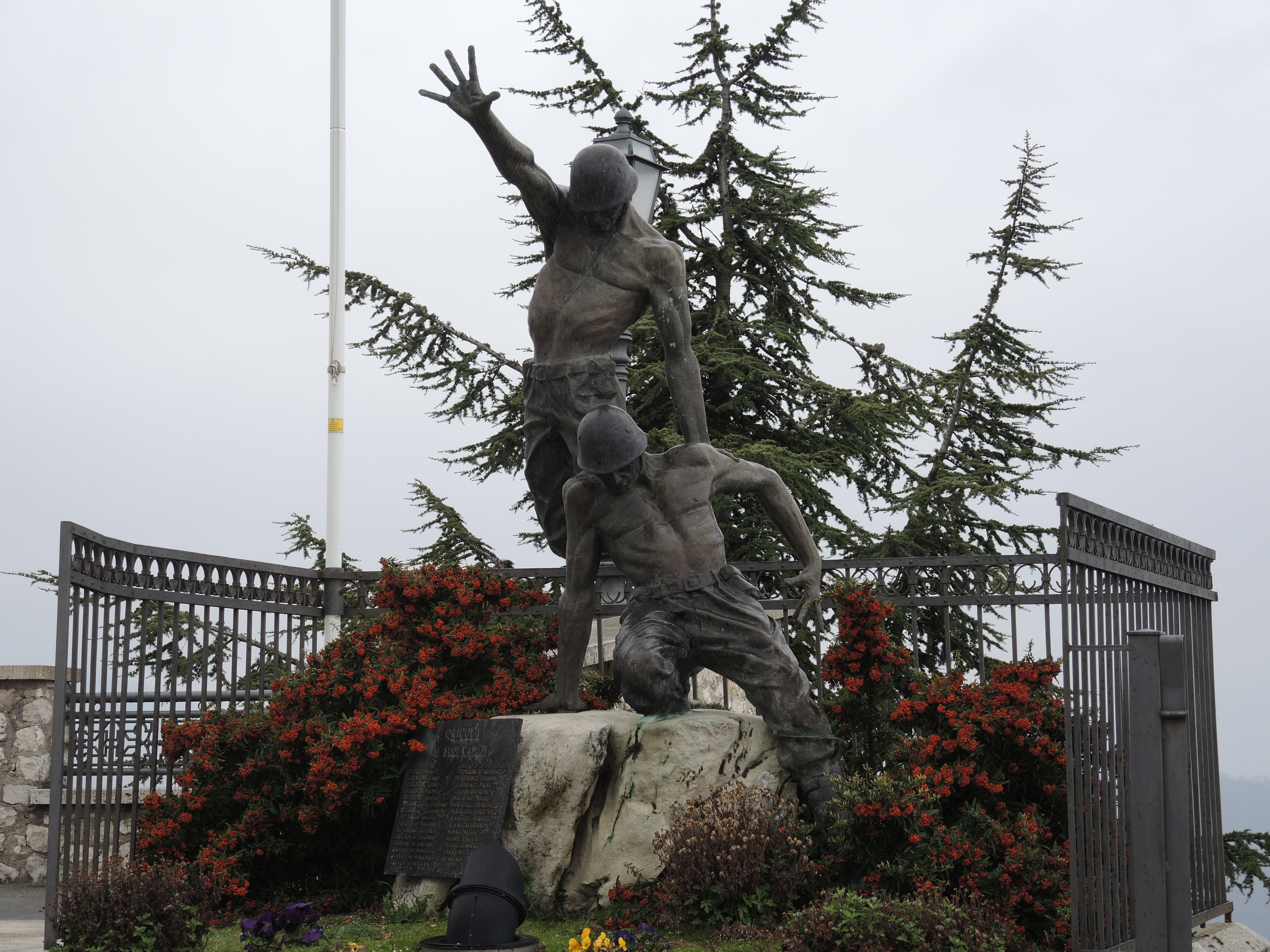
Il monumento ai caduti

- Monumento ai caduti delle guerre, opera dello scultore Francesco Marcangeli[15].

### Aree naturali

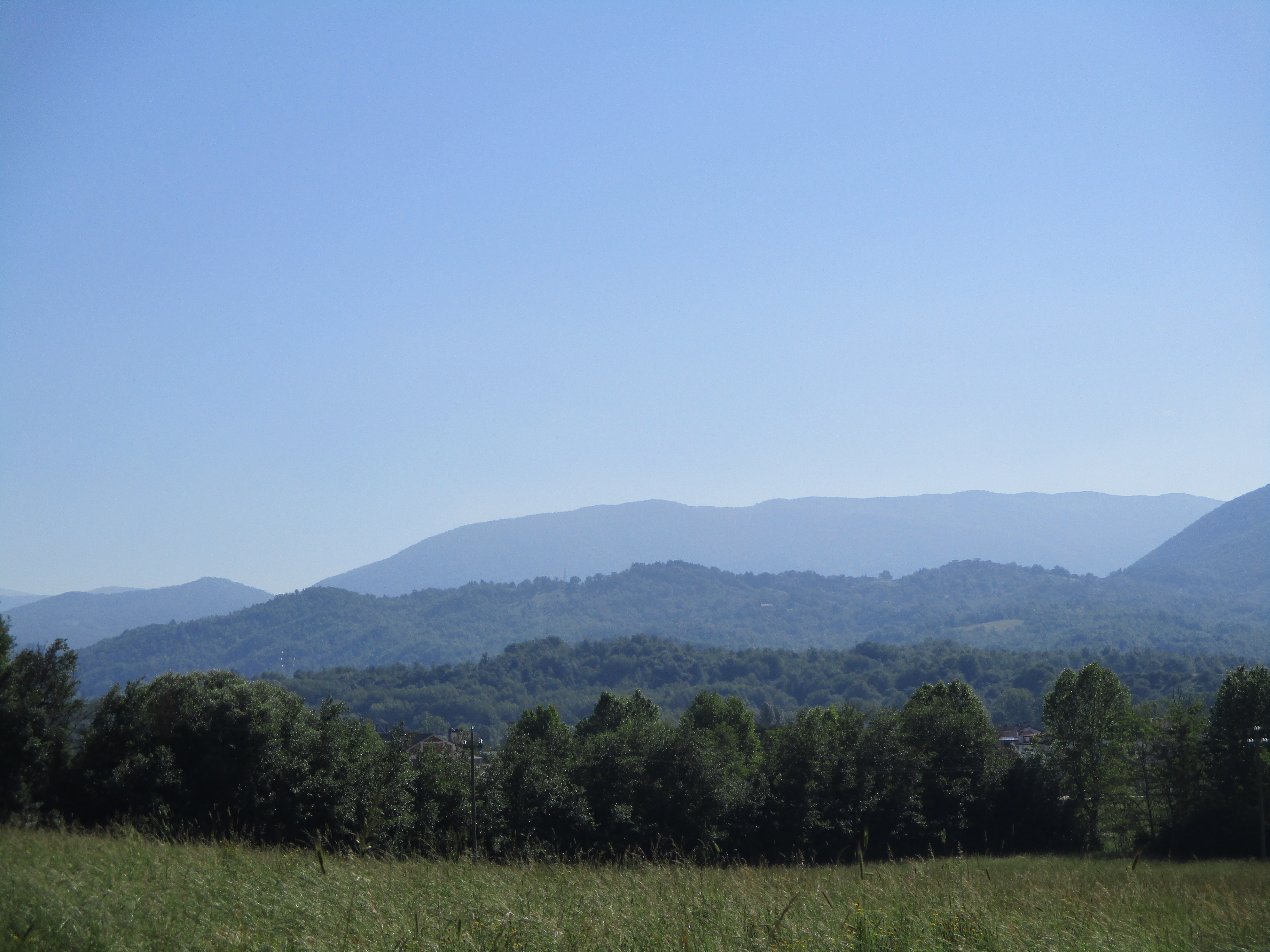
Veduta del bosco di Sesera

Bosco di SeseraSito di interesse comunitario situato tra i 570 e i 640 m s.l.m. La superficie del bosco è pari a circa 598 ettari e ricade per oltre il 90% nel territorio comunale di Oricola e per il resto in quello di Carsoli, segnando il confine con i comuni di Riofreddo, Vallinfreda e Vivaro Romano. Secondo una leggenda il luogo fu dimora del generale Sisara che avrebbe dato il nome al bosco. La vegetazione del bosco consiste in sempreverdi come castagni, cerri, faggi, pioppi e querce.

## Società

### Evoluzione demografica
Abitanti censiti

### Tradizioni e folclore

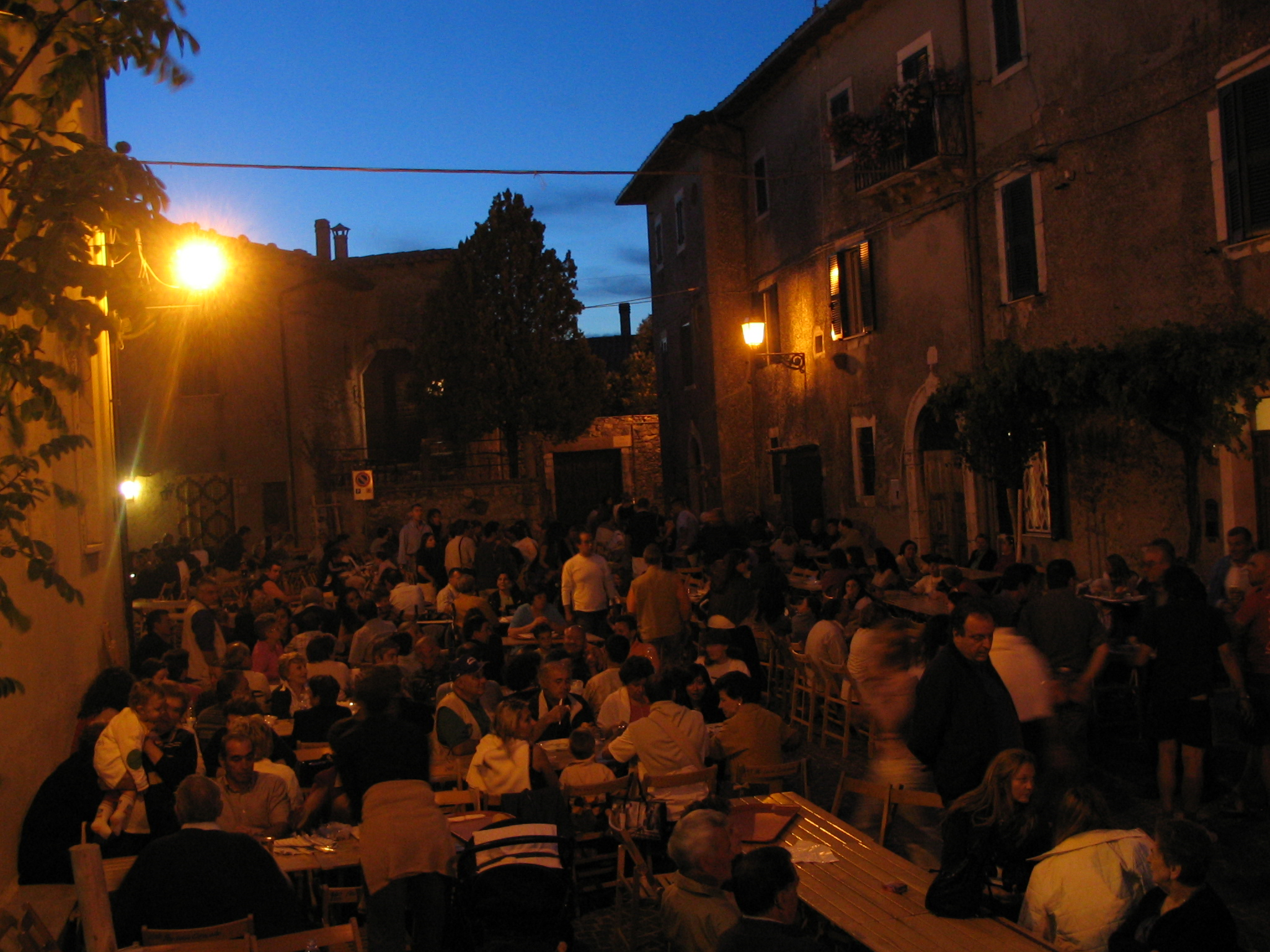
Centro storico gremito di gente

Il 17 maggio di ogni anno si celebra la festa patronale in onore di santa Restituta, patrona del comune di Oricola.

## Geografia antropica

### Frazioni
- Civita

### Località
- Colle Crescenzo
- Colonnella
- Golfarolo
- Il Cavaliere
- La Dacia
- Pezzetaglie
- Recocce

## Economia

### Industria
Tra i comuni di Oricola e Carsoli, contiguo all'autostrada A24, si trova il distretto industriale della piana del Cavaliere che si è sviluppato a cominciare dagli anni settanta-ottanta. Il nucleo è una delle aree più industrializzate dell'Abruzzo montano e vi operano molte aziende che spaziano dal settore manifatturiero a quello dell'editoria e dall'elettronica agli alimentari. Molte le aziende grandi e importanti che hanno operato e che operano nel distretto: Il Sole 24 Ore, Rotosud Gruppo Espresso, Italpneumatica, Coca-Cola HBC, Mael, Lilli petroli ed Olivetti.
Nel 1927 venne costruita nei pressi di Civita la fornace Nitoglia, una fabbrica di laterizi di grandi dimensioni la cui attività industriale cessò negli anni ottanta.

### Turismo
Oricola fa parte dell'associazione nazionale Borghi autentici d'Italia.

## Infrastrutture e trasporti

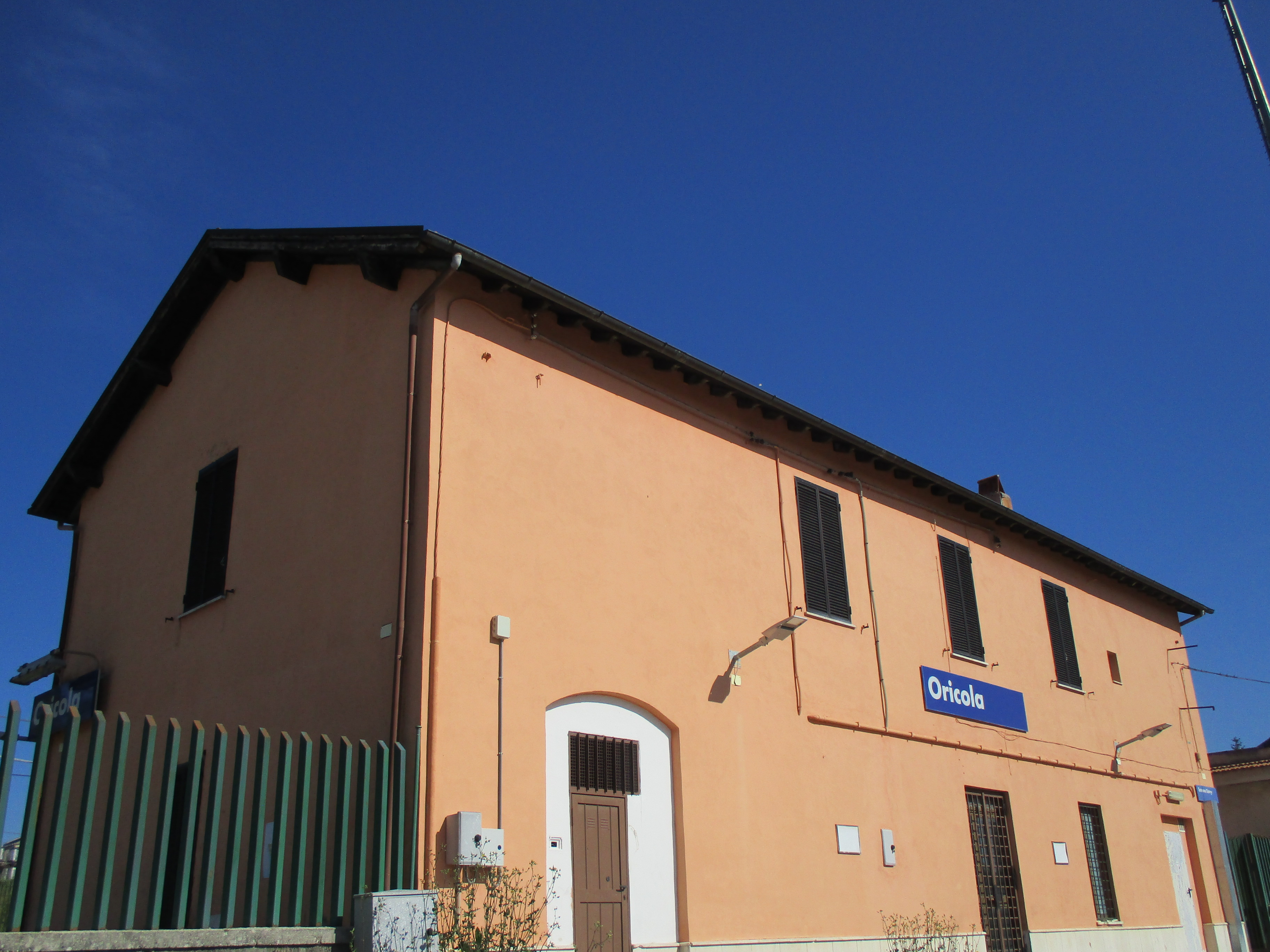
Esterno del fabbricato viaggiatori della stazione ferroviaria

### Strade
Il comune è servito dall'autostrada A24, uscita di "Carsoli-Oricola" e dalla via Tiburtina Valeria.

### Ferrovie
La ferrovia Roma-Pescara attraversa il territorio di Oricola servendolo con la stazione di Oricola-Pereto, situata nella frazione di Civita.

## Amministrazione
Sul sito del Ministero dell'interno sono disponibili i dati di tutte le elezioni amministrative di Oricola dal 1985 ad oggi.
| Periodo           | Periodo           | Primo cittadino   | Partito                                    | Carica      | Note   |
| ----------------- | ----------------- | ----------------- | ------------------------------------------ | ----------- | ------ |
| 1970              | 1985              | Bruno Nitoglia    |                                            | Sindaco     | [ 25 ] |
| 1985              | 1990              | Massimo Laurenti  | Lista civica                               | Sindaco     | [ 25 ] |
| 1990              | 1995              | Bruno Nitoglia    |                                            | Sindaco     | [ 25 ] |
| 23 aprile 1995    | 12 giugno 1999    | Andrea Iadeluca   | Lista civica                               | Sindaco     |        |
| 13 giugno 1999    | 12 giugno 2004    | Andrea Iadeluca   | Lista civica                               | Sindaco     |        |
| 13 giugno 2004    | 28 marzo 2010     | Massimo Laurenti  | Lista civica                               | Sindaco     |        |
| 29 marzo 2010     | 19 settembre 2012 | Andrea Iadeluca   | Lista civica                               | Sindaco     | [ 26 ] |
| 20 settembre 2012 | 26 maggio 2013    | Silvana Iannuzzi  |                                            | Comm. pref. | [ 26 ] |
| 27 maggio 2013    | 9 giugno 2018     | Antonio Paraninfi | Lista civica Partecipazione e rinnovamento | Sindaco     |        |
| 10 giugno 2018    | 14 maggio 2023    | Antonio Paraninfi | Lista civica Partecipazione e continuità   | Sindaco     |        |
| 15 maggio 2023    | in carica         | Antonio Paraninfi | Lista civica Partecipazione e continuità   | Sindaco     |        |

### Gemellaggi

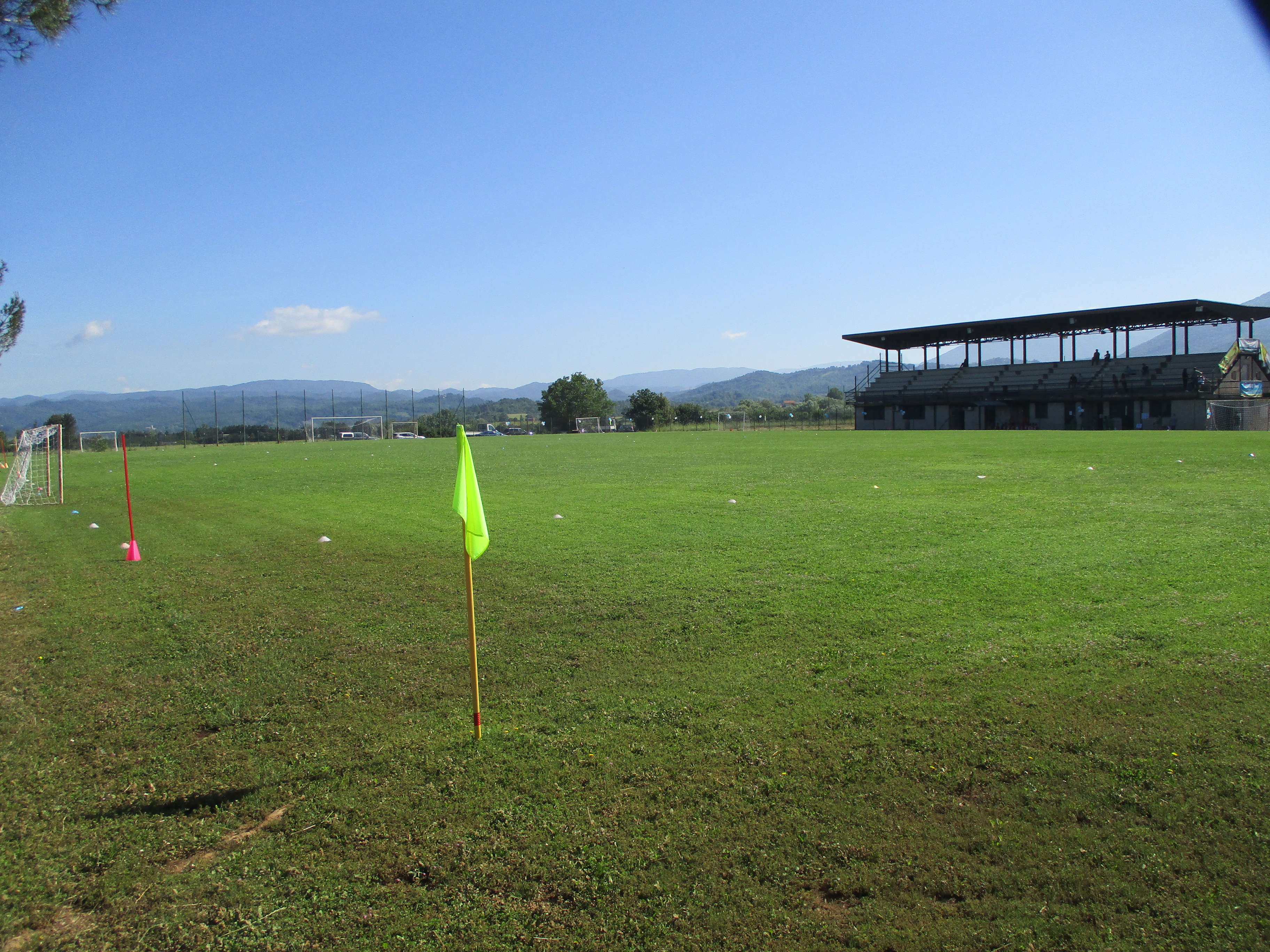
Stadio Le Salere di Oricola

- Massieux[27]

## Sport

### Calcio
La scuola calcio A.S.D. Piana del Cavaliere è attiva nei settori giovanili del calcio. La società raccoglie l'eredità della Polisportiva Oricola che ha militato nei massimi tornei dilettantistici abruzzesi.

### Impianti sportivi
Sulla strada provinciale della piana del Cavaliere è situato il centro sportivo Le Salere dotato di un campo da calcio in erba, uno in pozzolana e una tribuna coperta.